# Абдул-Азиз ибн Фахд Аль Сауд
Абдул-Ази́з ибн Фа́хд Аль Сау́д (араб. عبد العزيز بن فهد آل سعود‎; род. 16 апреля 1973) — саудовский предприниматель и политик, шестой и младший сын короля Фахда ибн Абдул-Азиза.

## Биография

### Происхождение и образование
Абдул-Азиз ибн Фахд Аль Сауд родился 16 апреля 1973 года в семье короля Фахда ибн Абдул-Азиза и его жены, принцессы Аль Джавхары бинт Ибрагим Аль Ибрагим, представительницы семьи Аль Ибрагим.
Принц закончил Университет короля Сауда, получив степень бакалавра гуманитарных наук в области административных наук.

### Карьера
В мае 1998 года принц Абдул-Азиз ибн Фахд занял свой первый высокий пост, став государственным министром без портфеля. В январе 2000 года принц Абдул-Азиз был назначен главой канцелярии Совета министров. В СМИ сообщалось, что после смерти отца принц Абдул-Азиз уехал в Швейцарию, но возвращался в Саудовскую Аравию, чтобы принимать участие в заседаниях Совета министров.
26 июня 2011 года королевским указом был освобожден от должности главы суда по делам кабинета министров и в том же месяце по собственному желанию ушел в отставку с поста государственного министра и члена Совета министров.

### Бизнес и состояние
Принц Абдул-Азиз ибн Фахд владел 50 процентами акций компании MBC Group, владельцем которой является его дядя по материнской линии Валид ибн Ибрагим Аль-Ибрагим. Помимо этого, принц занимался доходами и и принимал участие в идеологическом руководстве телеканала «Аль-Арабия».
В заявлении под присягой в Верховном суде Нью-Йорка выяснилось, что он был тайным владельцем портфеля недвижимости, стоимость которого составляет 1 миллиард долларов США. В январе 2002 года британская газета «The Daily Telegraph» оценила этот портфель недвижимости на сумму 4 миллиарда фунтов стерлингов.
Принц Абдул-Азизу принадлежат самолёты Boeing 777, Boeing Business Jet и Canadair Challenger, которые он часто использует для своих путешествий.

### Арест
В ноябре 2017 года утверждалось, что принц Абдул-Азиз погиб или был убит во время массовых арестов, организованных наследным принцем Мухаммедом ибн Салманом Аль Саудом, но Министерство информации Саудовской Аравии опубликовало заявление, в котором говорилось, что принц «жив и здоров».
В ноябре 2018 года принц Наваф ибн Фейсал в социальной сети Twitter опубликовал фотографии и видео, которые доказывали, что принц Абдул-Азиз всё ещё жив.